# Großhabersdorf

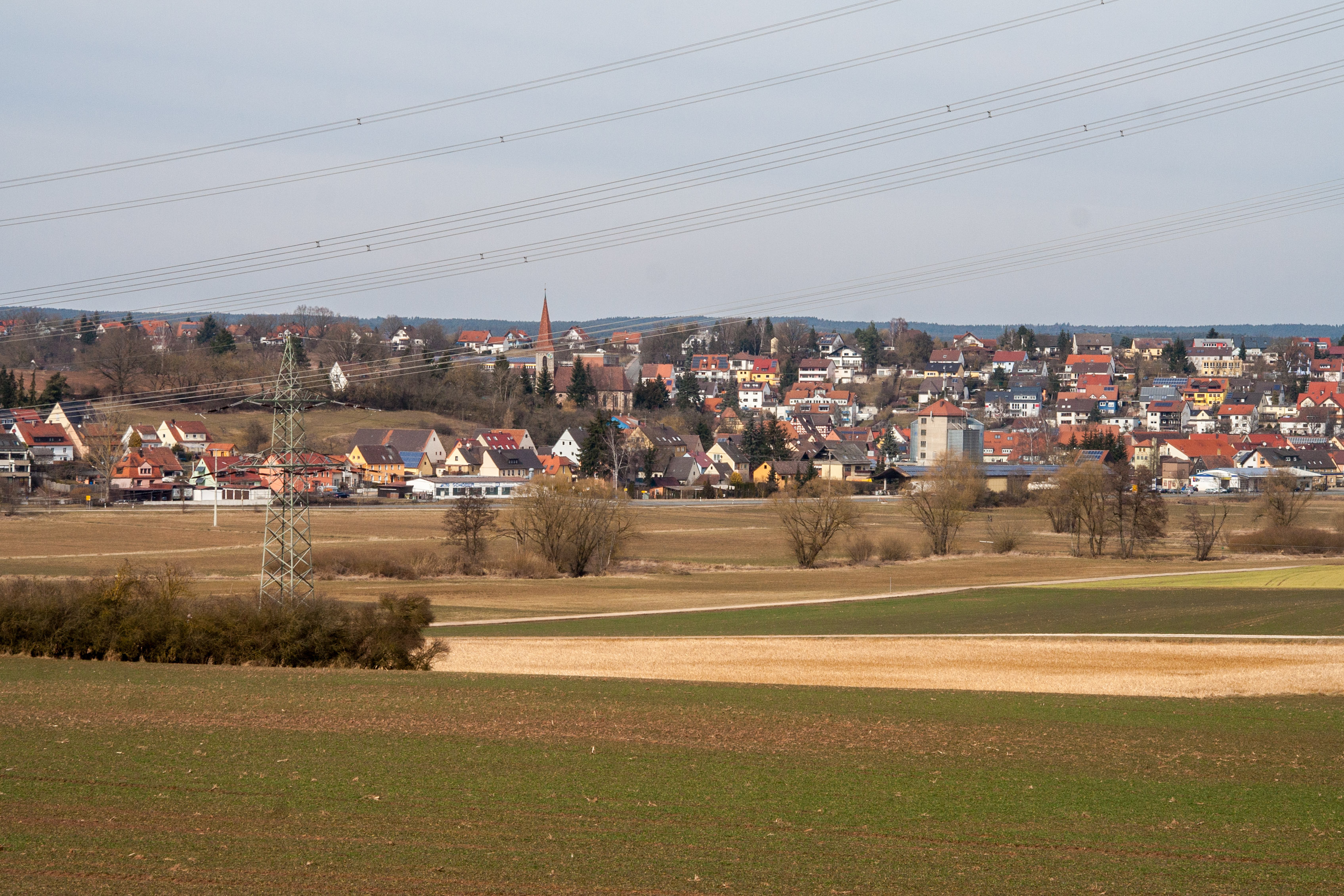
Großhabersdorf

Großhabersdorf este o comună din landul Bavaria, Germania.